# Список стандартов Ecma
Ниже представлен список стандартов, утверждённых организацией Ecma International, ранее известной как «Европейская ассоциация производителей компьютеров» (англ. European Computer Manufacturers Association, ECMA).

## ECMA-1 — ECMA-99
- ECMA-1 — Стандарт на 6-битный код ввода-вывода символов ( (англ.) Standard for a 6-bit Input/Output character code)
- ECMA-6 — 7-битный набор кодированных символов ( (англ.) 7-bit coded character set) (аналогичен ISO/IEC 646 и МСЭ-Т T.50[англ.]) (апрель 1965 года; последующие редакции выходили в 1967, 1970, 1973, 1985 и 1991 годах)
- ECMA-13 — Файловая структура и размечивание магнитных лент ( (англ.) File Structure and Labelling of Magnetic Tapes) (позднее был принят ISO 1001)
- ECMA-35 — Структура символьного кода и способы расширения ( (англ.) Character Code Structure and Extension Techniques) (ISO/IEC 2022[англ.])
- ECMA-17 — Графическое представление управляющих символов 7-битного набора кодированных символов ECMA для обмена информацией ( (англ.) Graphic Representation of Control Characters of the ECMA 7-bit Coded Character Set for Information Interchange) (ноябрь 1968 года)
- ECMA-43 — 8-битный набор кодированных символов ( (англ.) 8-bit coded character set) (аналогичен ISO/IEC 4873[англ.])
- ECMA-48 — Управляющие последовательности ANSI ( (англ.) ANSI escape codes) (аналогичен ISO/IEC 6429)
- ECMA-58 — 8-дюймовая дискета
- ECMA-59 — 8-дюймовая дискета
- ECMA-66 — 5¼-дюймовая дискета
- ECMA-69 — 8-дюймовая дискета
- ECMA-70 — 5¼-дюймовая дискета
- ECMA-74 — Измерение шума оборудования для информационных технологий и телекоммуникаций ( (англ.) Measurement of Airborne Noise Emitted by Information Technology and Telecommunications Equipment) (аналогичен ISO 7779)
- ECMA-78 — 5¼-дюймовая дискета
- ECMA-94 — 8-битные наборы кодированных символов ( (англ.) 8-Bit coded character sets) (аналогичен ISO/IEC 8859-1, ISO/IEC 8859-2, ISO/IEC 8859-3 и ISO/IEC 8859-4)
- ECMA-99 — 5¼-дюймовая дискета объёмом 1,2 МБ (аналогичен ISO 8630)

## ECMA-100 — ECMA-199
- ECMA-100 — 3½-дюймовая дискета (аналогичен ISO 8660)
- ECMA-107 — Файловая система FAT (аналогичен ISO/IEC 9293)
- ECMA-113 — 8-битный набор кодированных символов, латинский/кириллица ( (англ.) 8-Bit coded character set, Latin/Cyrillic) (аналогичен ISO/IEC 8859-5)
- ECMA-114 — 8-битный набор кодированных символов, латинский/арабский ( (англ.) 8-Bit coded character set, Latin/Arabic) (аналогичен ISO/IEC 8859-6)
- ECMA-118 — 8-битный набор кодированных символов, латинский/греческий ( (англ.) 8-Bit coded character set, Latin/Greek) (аналогичен ISO/IEC 8859-7)
- ECMA-119 — Файловая система CD-ROM (впоследствии утверждён как ISO 9660:1988)
- ECMA-121 — 8-битный набор кодированных символов, латинский/иврит ( (англ.) 8-Bit coded character set, Latin/Hebrew) (аналогичен ISO/IEC 8859-8)
- ECMA-125 — 3½-дюймовая дискета (аналогичен ISO/IEC 9529[англ.])
- ECMA-128 — 8-битный набор кодированных символов, латинский алфавит № 5 ( (англ.) 8-Bit coded character set, Latin Alphabet No 5) (аналогичен ISO/IEC 8859-9)
- ECMA-130 — Жёлтая книга CD-ROM
- ECMA-139 — 4-мм картриджи Digital Data Storage (DDS) (аналогичен ISO/IEC 10777)
- ECMA-144 — 8-битный набор кодированных символов ( (англ.) 8-Bit coded character set) (аналогичен ISO/IEC 8859-10) (2-я версия — декабрь 1992 года)
- ECMA-146 — 4-мм DAT-картриджи (аналогичен ISO/IEC 11321)
- ECMA-167 — Universal Disk Format (аналогичен ISO/IEC 13346)
- ECMA-168 — ISO 9660 уровень 3 (ISO/IEC 13490[англ.])
- ECMA-182 — Многочленный циклический избыточный код CRC-64-ECMA-182

## ECMA-200 — ECMA-299
- ECMA-234 — Прикладной интерфейс программирования (API) для Windows 3.1
- ECMA 246 — Спецификация AIT-1[англ.]
- ECMA-262 — ECMAScript (стандартизированный JavaScript)
- ECMA 291 — Спецификация AIT-1 с поддержкой формата MIC[англ.]
- ECMA 292 — Спецификация AIT-2 с поддержкой формата MIC[англ.]

## ECMA-300 — ECMA-399
- ECMA-316 — VXA
- ECMA-319 — Ultrium-1
- ECMA-320 — Super DLT[англ.]
- ECMA 329 — Спецификация AIT-3[англ.]
- ECMA-334 — Язык программирования C#
- ECMA-335 — Common Language Infrastructure
- ECMA-357 — ECMAScript для XML (E4X)
- ECMA-363 — Формат файлов Universal 3D
- ECMA-365 — Universal Media Disc
- ECMA-367 — Язык программирования Eiffel
- ECMA-368 — Ultra-wideband физический и MAC-уровни
- ECMA-369 — Ultra-wideband интерфейс MAC-PHY
- ECMA-370 — TED — The Eco Declaration
- ECMA-372 — C++/CLI
- ECMA-376 — Office Open XML
- ECMA-377 — Перезаписываемый картридж Holographic Versatile Disc ёмкостью 200 ГБ
- ECMA-378 — HVD-ROM ёмкостью 100 ГБ
- ECMA-379 — Метод тестирования ожидаемой продолжительности хранения информации оптическими носителями ( (англ.) Test Method for the Estimation of the Archival Lifetetime of Optical Media)
- ECMA-380 — Дисковые картриджи формата Ultra Density Optical (UDO)
- ECMA-381 — Процедура регистрации присваиваемых номеров для ECMA-368 и ECMA-369 ( (англ.) Procedure for the Registration of Assigned Numbers for ECMA-368 and ECMA-369)
- ECMA-388 — Open XML Paper Specification

## ECMA-400 — ECMA-499
- ECMA-404 — JSON
- ECMA-408 — Dart Programming Language Specification